# جی.ان‌ای
جی. ان‌ای (انگلیسی: G.NA؛ زادهٔ ۱۳ سپتامبر ۱۹۸۷) خواننده، بازیگر و هنرمند رقص کانادایی-آمریکایی است که در کره جنوبی فعالیت می‌کند. نخستین آلبوم چندآهنگه او در سال ۲۰۱۰ منتشر شد.
از فیلم‌ها یا مجموعه‌های تلویزیونی که وی در آن‌ها نقش داشته است، می‌توان به مرد واقعی، پادشاه خواننده نقابدار و ما ازدواج کردیم اشاره نمود.